# Kamigata
Aquest article se centra en la cultura urbana de la regió de Kamigata en contraposició a la regió d'Edo en el període Edo; per a obtenir una visió més general de la regió, vegeu regió de Kansai o Osaka-Kobe-Kyoto.
Kamigata (上方) és una regió del Japó que consta de les ciutats de Kyoto i Osaka; el terme es fa servir particularment quan es parla d'elements de la cultura urbana del període Edo com ara l'ukiyo-e i el kabuki, i quan es compara amb la cultura urbana de la regió d'Edo (actualment Tòquio).
De fet, el kabuki, l'ukiyo-e i molts altres camps de la cultura popular i urbana del període Edo es van crear a Kamigata abans de ser transmesos a Edo. La gran majoria d'estudis sobre la cultura urbana del període Edo (1603-1867), fins i tot avui, se centra en la cultura d'Edo; la cultura de Kamigata, tot i que comença a estudiar-se cada cop més i a aparèixer exposada als museus amb més freqüència, segueix estant molt eclipsada.

## Teatre
El kabuki, com moltes altres arts tradicionals, es va crear a la zona de Kamigata. Es va originar a partir del teatre Noh i de les danses sintoistes tradicionals, i en un principi era molt més una forma de dansa que de teatre. Després de les èpoques del kabuki de dones (onna kabuki) i del kabuki d'homes joves (wakamono kabuki), en què les ballarines i els actors també practicaven la prostitució i, per tant, es van dur a terme algunes prohibicions, inclosa l'expulsió de les dones de l'escenari, va aparèixer el kabuki d'homes (yarō kabuki), el principi del que avui es considera el corrent principal del kabuki.
Sakata Tojuro (1647-1709) va ser un dels primers actors d'aquesta nova forma, i va exercir una influència immensa a l'hora de donar forma al kabuki de Kamigata. Va promoure l'estil wagoto, un tipus de teatre suau, emocional i naturalista, que es mantindria en marcat contrast amb l'ampul·lós i cridaner estil aragoto d'Ichikawa Danjūrō I, el seu contemporani d'Edo. L'estètica i la filosofia del wagoto seguiria donant forma i definint el kabuki de Kamigata a partir de llavors, i els actors de les dues regions es van trobar sovint amb dificultats per a adaptar-se a l'estil de la regió oposada, i agradar al públic. L'estil de Kamigata fa servir menys trucs escènics (keren) que el kabuki d'Edo, i un maquillatge, vestuari, attrezzo i escenari més discrets. A més del seu estil més naturalista i realista, el kabuki de Kamigata des d'un principi va estar molt més influenciat pel jōruri, el teatre de titelles d'Osaka i, per tant, d'alguna manera, va donar més importància a l'argument del que ho feia el kabuki d'Edo, molt més centrat en la dansa. No és estrany fins i tot avui, especialment a Tòquio (Edo), que les representacions kabuki incloguin històries i personatges inserits completament dispars, en detriment de la continuïtat de l'argument, amb el propòsit de fer ostentació de la dansa d'un actor, una postura mie, un cant, el vestuari o trucs d'escena.
Més endavant en el període Edo, els actors van començar a viatjar més sovint entre les dues regions, influenciant-se mútuament en els estils, i introduint elements de l'estil i del repertori de cada regió en l'altre. Tanmateix, les dues regions mai van deixar de ser clarament diferents i de mantenir els seus respectius fonaments estilístics i estètics.
Avui, el kabuki està decaient per tot el Japó, però es manté prou popular i, per tant, estable, a Tòquio. Només queda un teatre a Kyoto, el Minami-za, i un grapat a Osaka; el Naka no Shibai va tancar el 1999. Entre els principals actors que estan en actiu a Kamigata avui hi ha Nakamura Ganjirō III i els seus fills Nakamura Senjaku III i Nakamura Kanjaku V, Kataoka Hidetarō II, Bandō Takesaburō V i Kamimura Kichiya VI. Una determinada quantitat d'altres actors de Kamigata estan actuant actualment a Tòquio.

## Ukiyo-e
L'art ukiyo-e de la zona de Kamigata durant molt de temps va consistir principalment en llibres il·lustrats amb impressions xilogràfiques i en pintures. Els gravats d'un full individual representant a actors kabuki, paisatges o dones boniques (bijinga), populars a Edo a partir del 1700 no van esdevenir comuns a Kamigata fins uns cent anys després.
Quan els gravats kabuki es van fer populars a Kamigata a finals del segle xviii, representaven una desviació dels gravats d'actors d'Edo. Tot i que la mateixa idea de vendre gravats d'actors d'un full individual estava inspirada per l'èxit del mitjà a Edo, els gustos dels artistes, els seus clients i el kabuki que es representava eren decididament diferents. Un element estilístic clau dels gravats de Kamigata és el seu realisme, en comparació als d'Edo. Els gravats de Kamigata, especialment els dels onnagata (actors masculins en papers femenins), pretenien representar l'autèntica aparença de l'actor. A diferència dels actors d'Edo, que semblava que mai envellien en els gravats, i que eren tan gràcils i lleugers com si fossin autèntiques dones joves, els actors de Kamigata mostraven la seva edat, la seva figura rabassuda i els seus trets masculins en els gravats.
Una altra característica interessant de l'àmbit de l'ukiyo-e de Kamigata era la relativa manca d'editorials formals dominant el món de l'art. A Edo, només es feien gravats dels actors més importants, i en gran part, si no exclusivament, els feien editorials especialitzades per encàrrec dels diferents teatres. El món artístic de Kamigata es bellugava molt més depenent dels intel·lectuals, i del que en essència eren clubs de fans dels actors. Els fans produïen els seus propis gravats, i sovint també les seves pròpies representacions.
El gravador més celebrat d'Osaka en aquell moment era Ryūkōsai Jokei (fl. c. 1772-1816), que va produir gairebé exclusivament gravats d'actors en xilografies del format hosoban. Influenciant, i influenciat per, el gran gravador d'Edo Sharaku, Ryūkōsai és un dels poquíssims artistes de Kamigata que es mencionen en la majoria d'estudis de l'ukiyo-e centrats a Edo. Entre els seus alumnes hi havia Shōkōsai Hanbei i Urakusai Nagahide, que per la seva banda van ser seguits per una certa quantitat d'altres mestres del gravat. Gion Seitoku i Mihata Jōryū van ser dos dels més prominents pintors ukiyo-e de Kamigata, molt influenciats per l'escola Shijo de pintura, amb base a Kyoto.
L'ukiyo-e de Kamigata és especialment conegut pels seus surimono, gravats encarregats privadament d'una qualitat molt superior a la dels gravats normals. Tot i que també es produïen surimono a Edo, no era gens estrany que els artistes d'Edo subcontractessin els seus encàrrecs surimono a artistes de Kamigata. Aquests gravats, sovint acolorits a mà, amb cal·ligrafia inscrita, i de vegades amb or, plata o mica per realçar la imatge, els encarregaven sobretot intel·lectuals i similars, i estaven estretament relacionats amb el desenvolupament a Kamigata dels cercles de poesia. Intel·lectuals, artistes, escriptors i actors kabuki es reunien per beure, relaxar-se i compartir poesia; les competicions de haiku i les col·laboracions en cadena renga eren unes formes d'entreteniment típiques d'aquestes reunions, i els poemes sovint acabaven inclosos en els surimono que representaven als actors que els van compondre (o un poema que podia haver estat compost per a un actor). De vegades, fins i tot, la cal·ligrafia inclosa en el gravat la podia haver fet el mateix actor. Aquests estils i motius, barrejant actors amb la poesia i la cal·ligrafia, es feien servir no només en els surimono encarregats privadament, sinó també en els llibres impresos xilogràficament. A més de comprar-los els intel·lectuals o els fans kabuki per al seu propi gaudi, aquests gravats o llibres sovint eren encarregats per aquests cercles de poesia, o pels seus membres, com a regal per als seus membres o per als convidats especialment apreciats, com ara els artistes o actors d'Edo.

## Districtes del plaer
El Shinmachi a Osaka i Shimabara a Kyoto van sorgir poc després del Yoshiwara d'Edo, tots tres fundats pel shogunat Tokugawa, junt amb els districtes del teatre, per centralitzar i controlar aquests districtes d'entreteniment. Els barris del plaer van esdevenir ràpidament el centre de la cultura popular en general, i el refinat món de les cortesanes va començar a atreure als intel·lectuals de la mateixa manera que als artistes i escriptors.
De la mateixa manera que amb l'ukiyo-e, el teatre i altres aspectes de la cultura popular, els districtes de plaer de Kamigata eren molt diferents dels d'Edo, en cultura i estil, si no en organització i administració.